# Gaetano Negovetić
Gaetano Negovetić (Cres, 1953.), profesor, gradonačelnik grada Cresa od 1997. do 2009.godine. Član je HDZ-a.
Na izborima 2005. je mjesto gradonačelnika osvojio kao nezavisni kandidat, a 2007. se vratio u HDZ.